# Doug Drabek
Douglas Dean Drabek (Victoria, Texas, 25 de julio de 1962), más conocido como Doug Drabek, es un exjugador profesional estadounidense de béisbol que se desempeñó en la posición de lanzador en las Grandes Ligas de Béisbol (MLB). Logró obtener el Premio Cy Young.

## Carrera
Drabek jugó como profesional una temporada en New York Yankees (1986), después pasó a Pittsburgh Pirates (1987-1992), luego a Houston Astros (1993-1996), posteriormente a Chicago White Sox (1997), y finalmente, a Baltimore Orioles, donde jugó una temporada (1998), y fue el equipo en el que se retiró.

## Premios
Fue galardonado con el Premio Cy Young en una oportunidad (1990).